# Not I
Not I és una obra d'art feta per Samuel Beckett el 1972 i que actualment forma part de la col·lecció permanent del MACBA. Es tracta d'un monòleg dramàtic de tretze minuts escrit el 1972 i representat per primera vegada al Forum Theater del Lincoln Center de Nova York aquell mateix any. El 1975 Samuel Beckett va fer-ne una versió televisiva enregistrada per la BBC amb interpretació de Billie Whitelaw i direcció de Bill Morton. A Not I, una boca humana, en primer pla, penja en la foscor il·luminada per un únic raig de llum. Recita un monòleg fragmentat de frases sincopades sobre un subjecte amb un passat dolorós. Tot i que la veu és femenina (la intèrpret és una actriu), el text no deixa clar si es tracta d'un home o una dona. El títol prové de la repetició insistent de la veu: tot el que estic explicant no em va passar a mi.

## Història

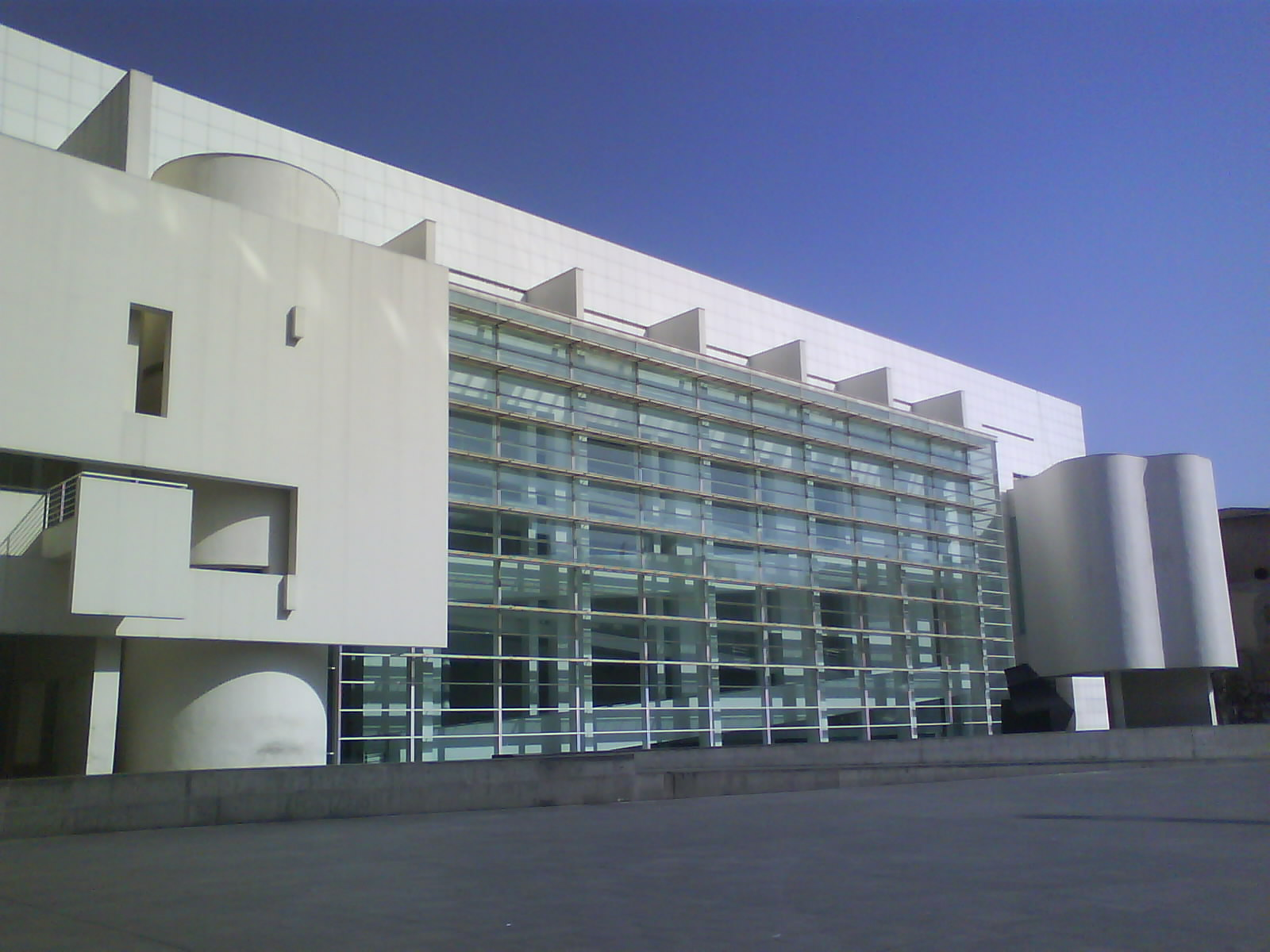
El Museu d'Art Contemporani de Barcelona, on es conserva l'obra

L'adaptació de l'obra teatral al format televisiu va tenir un efecte decisiu en l'obra. Si en la versió teatral, un segon personatge (una figura de sexe indeterminat) actuava com a receptor, en l'adaptació televisiva Beckett va suprimir-lo per motius tècnics. Si a l'escenari, la visió de l'espectador era una dona en un monòleg, a la pantalla només és una boca, un element que passa a ser autònom i del qual se n'accentua la condició d'òrgan físic. Els llavis de l'actriu conserven el seu estat primigeni, però alhora es converteixen també en esfínter i vagina. El ritme del monòleg és molt ràpid, amb interrupcions desesperades de rialles i crits: una boca incandescent que parla de si mateixa en tercera persona mentre nega reiteradament la seva identitat.
Tot i que el cinema és un dels àmbits menys coneguts de Beckett, les indagacions fílmiques no són un fet marginal en la seva producció i han influït en artistes visuals contemporanis, com ara Bruce Nauman i Sol LeWitt. Des de mitjans dels seixanta, Beckett es va interessar per l'ús de la ràdio i la televisió. Durant més de dues dècades, va escriure i realitzar una pel·lícula (Film, 1964), set produccions televisives i va adaptar al cinema la seva peça teatral Not I. La seva va ser una recerca formal per aconseguir el que també havia buscat la seva dramatúrgia: “l'estranyesa i la bellesa de la imatge pura.”.